# Pipofezine
Pipofezine, được bán dưới tên thương hiệu Azafen hoặc Azaphen, là thuốc chống trầm cảm ba vòng (TCA) được phê duyệt ở Nga để điều trị trầm cảm. Nó được giới thiệu vào cuối những năm 1960 và vẫn được sử dụng cho đến ngày nay.
Pipofezine đã được chứng minh là hoạt động như một chất ức chế mạnh mẽ sự tái hấp thu serotonin. Ngoài tác dụng chống trầm cảm, pipofezine còn có tác dụng an thần, gợi ý hoạt động của thuốc kháng histamine. Các tính chất khác như tác dụng kháng cholinergic hoặc antiadrenergic ít rõ ràng hơn nhưng có khả năng.